# سمكة سكواليوس سيفالوس
سكواليوس سيفالوس  الطحان هو نوع أوروبي من أسماك المياه العذبة في عائلة الكارب شبوطيات. يتردد على الأنهار البطيئة والمتوسطة مبتعدا عن السريعة منها، وايضا القنوات والمياه الساكنة بمختلف أنواعها. يشار إلى هذا النوع باسم الشوب الشائع أو الشوب الأوروبي أو الشوب ببساطة.

## وصفها
هي سمكة ممتلئة الجسم برأس مستدير كبير. جسمها طويل وأسطواني الشكل ومغطى بقشور بنية وخضراء كبيرة تحدها أشرطة سوداء ضيقة عبر الظهر، شاحبة إلى ذهبية على الأجنحة وحتى شاحبة على البطن ويتميز ذيلها باللون البني الغامق أو الاسود، اما الزعنفة الظهرية لونها أخضر مائل للرمادي وجميع الزعانف الأخرى برتقالية أو حمراء. تحتوي الزعنفة الظهرية على 3 أشواك و7-9 أشعة ناعمة بينما تحتوي الزعنفة الشرجية على 3 أشواك و7-10 أشعة. عدد الفقرات 42-48. يمكن أن تنمو إلى 60 الطول القياسي سم ولكن معظم الأسماك حوالي 30 سم.

## توزيع
يتم توزيع الشوب في معظم أنحاء شمال أوراسيا، وايضا يمكن العثور عليه في الأنهار التي تتدفق إلى أحواض الشمال والبلطيق وشمال الأسود والأبيض وبارنتس وبحر قزوين، وأحواض المحيط الأطلسي جنوبًا لتصريف Adour في فرنسا وفي بريطانيا العظمى شمالًا إلى 56 درجة مئوية، في الدول الاسكندنافية في جنوب فنلندا وجنوب السويد شمالًا حول ستوكهولم. يوجد في حوض البحر الأبيض المتوسط في فرنسا من Var إلى Hérault ، وقد يكون موجودًا أيضًا في تصريف Aude . إنه غائب كنوع محلي من أيرلندا وإيطاليا ولكن تم إدخاله إلى كلا البلدين؛  في إيطاليا S. cephalus موجودة ومتأقلمة منذ عقود، ولكن يبدو أنها وجدت بشكل هامشي هنا وهناك (بشكل رئيسي في حوض نهر بو)، ولم تشكل قط مجموعات سكانية راسخة بشكل دائم.

## الموئل والبيئة
يتواجد هذا النوع من الاسماك بكثرة في الأنهار الصغيرة والجداول الكبيرة في «منطقة باربل» حيث توجد بنادق وبرك. يحدث على طول ضفاف أنهار الأراضي المنخفضة بطيئة التدفق في بحيرة كبيرة وحتى في الجداول الجبلية. الشوب في البحيرات يتولى هجرات التفريخ في مجاري المياه المتدفقة. الأسماك البالغة منفردة ولكن الأسماك الصغيرة تكون اجتماعية وتوجد في المياه الضحلة. تفضل اليرقات والصغار الموائل الضحلة على طول الشواطئ وهذه الأسماك الصغيرة لديها نظام غذائي متنوع من الحيوانات المائية والبرية  بينما يفترس الكبار المنعزلين بشكل رئيسي روبيان المياه العذبة والأسماك الصغيرة. اما في المملكة المتحدة تم تسجيل ان اسماك الشوب تتغذى على الديدان والرخويات والقشريات ويرقات الحشرات المختلفة بينما يأكل الشوب الكبير أعدادًا كبيرة من الأسماك الصغيرة، مثل الشوب والثعابين والداس الشائع والصرصور العادي والقادجون والبين وكذلك الضفادع وجراد البحر والفئران والطيور المائية الصغيرة. كما لوحظ أنهم يأكلون التوت مثل التوت الأسود  والبلسان من الأشجار المتدلية على الماء وتتغذى على مدار العام إذا كانت هناك فرص حتى في أبرد أيام منتصف الشتاء.

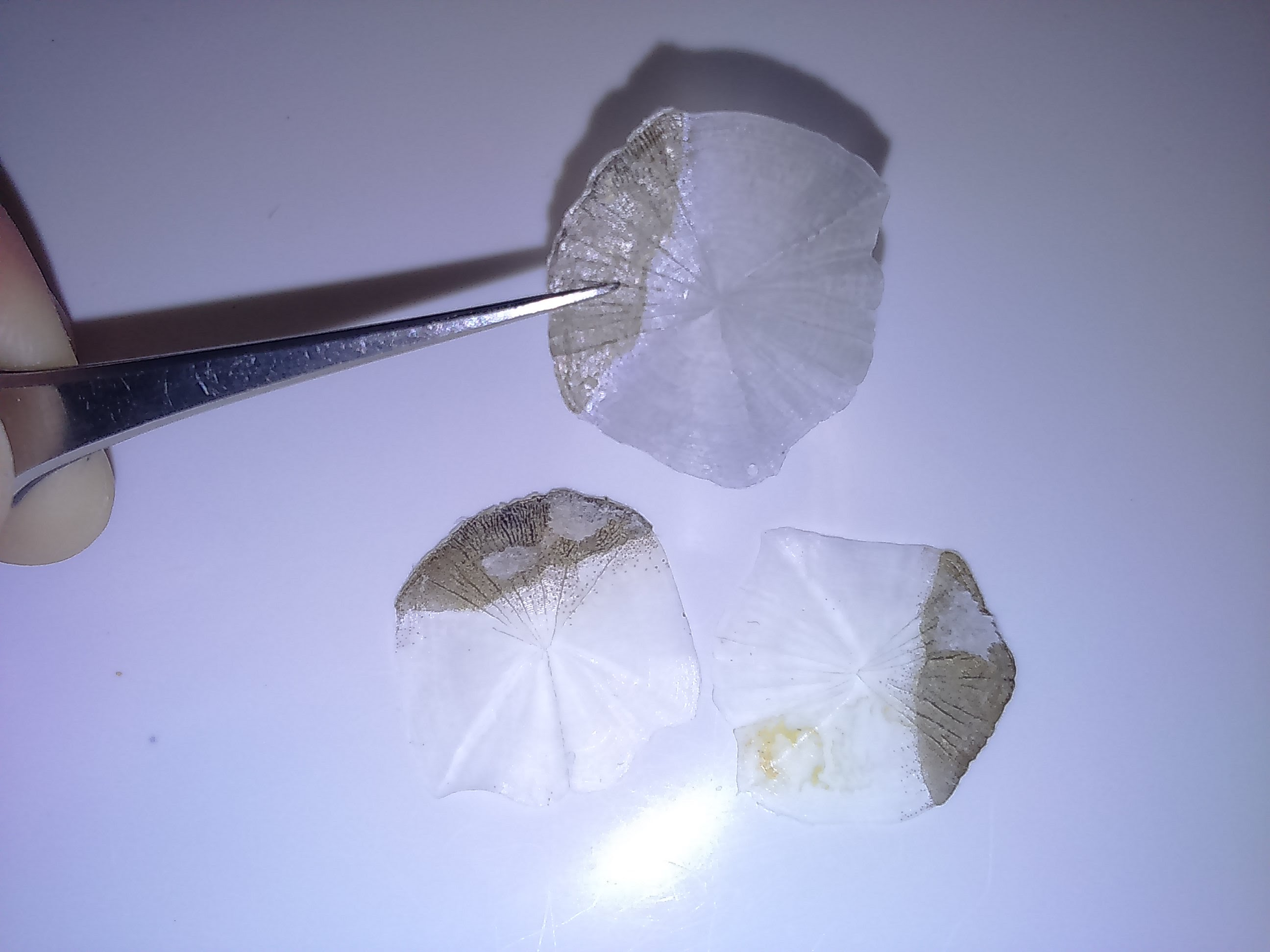
بعض من المقاييس المأخوذة

اما بالنسبة للتبويض يحدث ذلك فقط عندما تصل درجة حرارة الماء إلى 14 درجة مئوية، وتستمر من مايو إلى سبتمبر. تفرخ في المياه سريعة التدفق فوق ركائز الحصى ولكن نادرًا ما تتكاثر بين النباتات المغمورة. تلد الإناث أكثر من مرة خلال الموسم وتتزاوج كل أنثى مع عدة ذكور. يتجمع الذكور في مواقع التفريخ ويتبعون الإناث الناضجة غالبًا الذكور إلى البنادق الضحلة وتضع الإناث بيضًا لزجًا أصفر شاحبًا يلتصق بالحصى والأعشاب والحجارة في المياه المتدفقة. ويتأثر النضج الجنسي في الشوب بالعوامل البيئية حيث يسبق الذكور الإناث ويصلون إلى مرحلة النضج الجنسي في سن 2-4 سنوات بينما تصل الإناث إلى سن 4-6 سنوات على الرغم من أن بعض الأفراد قد ينضج بعد ذلك بكثير. يمكن للأسماك أن تعيش لمدة تصل إلى 22 عامًا في البرية،  حيث يمكن تقييم عمر الأسماك من خلال عدد الحلقات المرئية في المقاييس، والتي تمثل أنماط النمو الموسمية.

## التهديدات
أظهر عملا اخيرا أن الشوب يبتلع جزيئات البلاستيك الدقيقة. في حين أن ما يصل إلى 25 ٪ من الأسماك التي تم أخذ عينات منها تحتوي على جزيئات من البلاستيك ولم يتم العثور على هذه الجزيئات في العضلات. العديد من الجزيئات الموجودة كانت عبارة عن ألياف تنطلق من الملابس أثناء الغسيل وتبتلعها أيضًا اللافقاريات الكبيرة مثل Daphnia  ومن الممكن أن يتلوث الشوب أيضًا بالتلوث المعدني مثل النحاس والمغنيسيوم والصوديوم والتي يمكن أن تتراكم في الأنسجة مثل العضلات والخياشيم والكبد. احتوت أسماك شابة العام على مستويات عالية بشكل خاص من الملوثات المعدنية.

## صيد الشوب

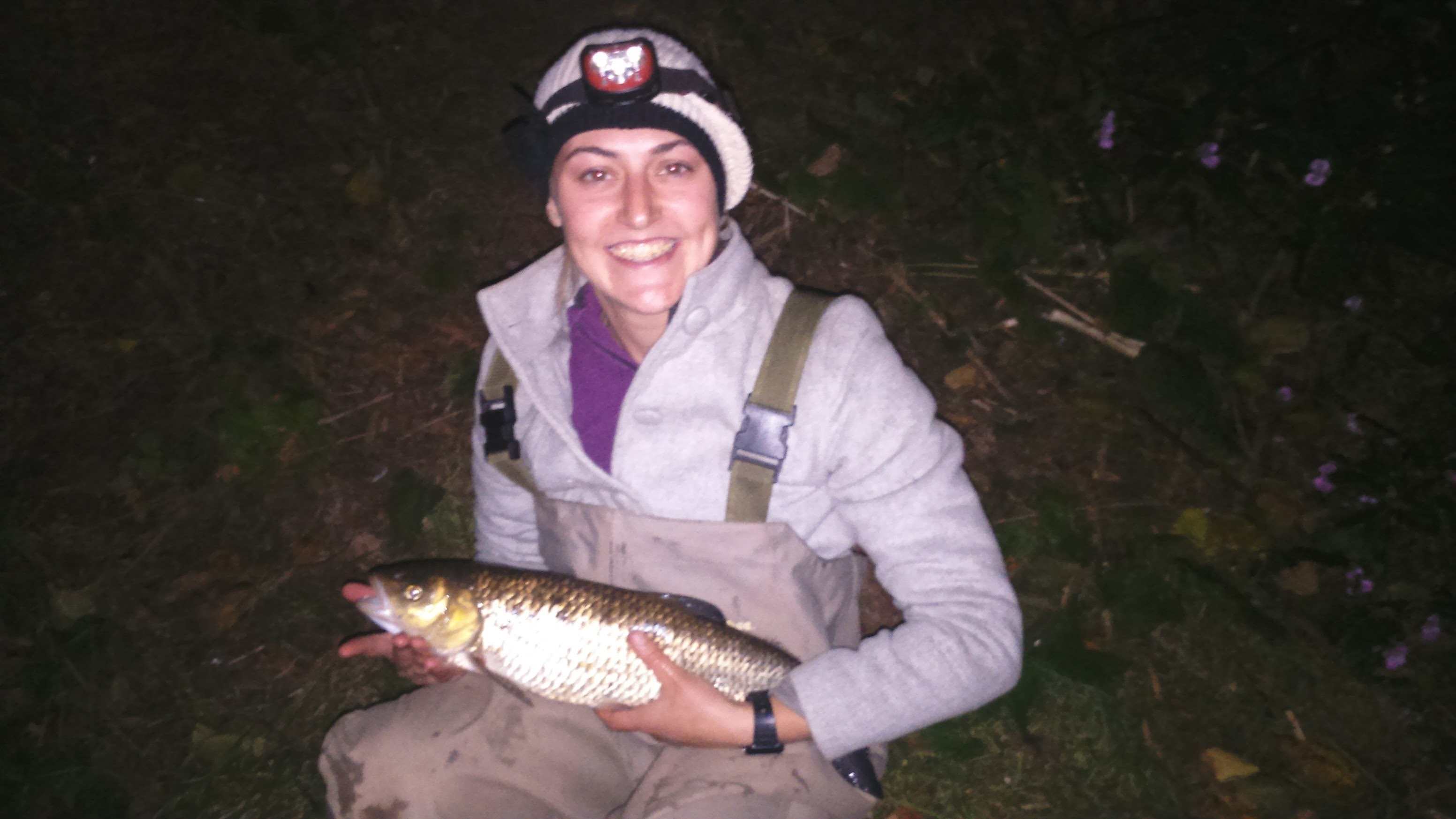
سمكة شوب مصطادة من نهر تيم في ورسيستيرشاير

سمكة الشوب تحظى بشعبية كبيرة لدى الصيادين بسبب استعدادهم للتغذية مما يؤدي إلى صيدهم في أي ظروف تقريبًا. الشوب الصغير عبارة عن سمكة عض بحرية يجد الصيادون عديمي الخبرة سهولة في صيدها. ومع ذلك، كلما زاد حجمها، أصبح الشوب أكثر حذرًا ويسهل إخافته من الضوضاء أو الاضطرابات البصرية. وبالتالي، الشوب الكبير (أكثر من 2 كجم) يسعى إليها بشدة الصيادون الذين يفضلون استهداف أسماك معينة.
وتم كسر الرقم القياسي البريطاني في الصيد لصيد الشوب في مايو 2007 عندما اصطاد ستيف وايت سمكة تزن 4.82 كجم (9.2 رطل) من مياه ثابتة جنوبية على غليان رئيسي. يمكن أن يصل الحد الأقصى للطول إلى 64-82 سم (24-31.5 في).

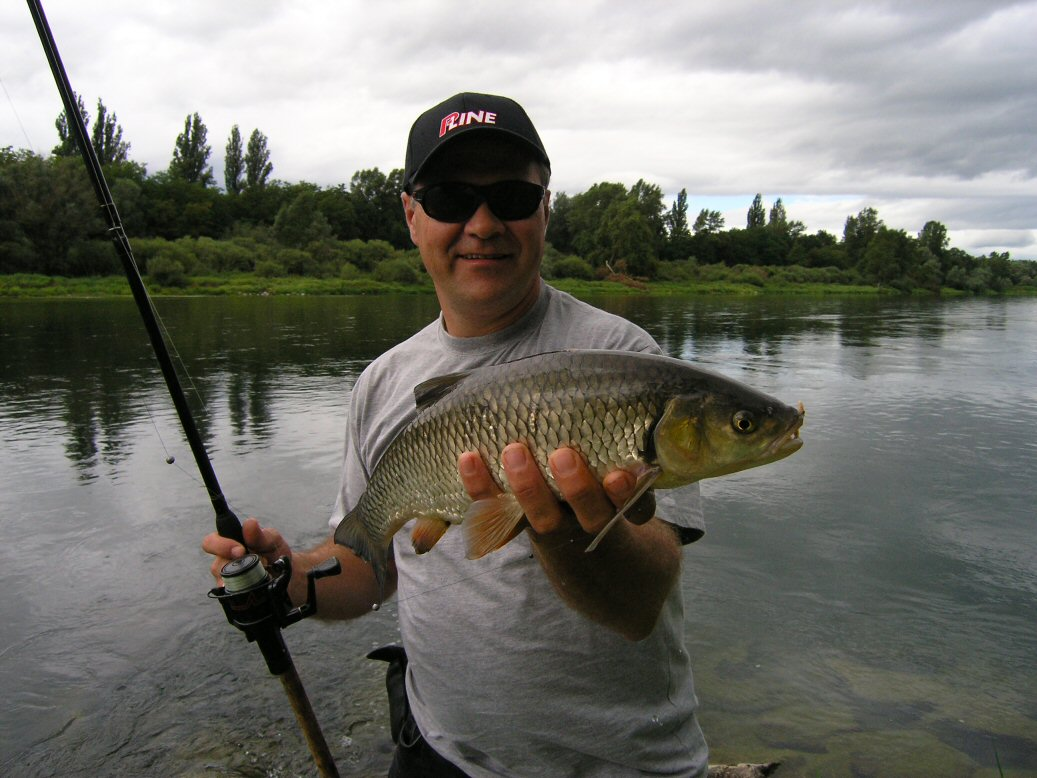
صيد الشوب الألماني من البيئة النموذجية

### التدخل والتكتيكات
ليس من الصعب صيد الشوب الأصغر، وفي الأنهار الصغيرة أو المتوسطة الحجم، يمكن اتباع نهج الصيد باستخدام العصا الطافية أو حتى التغذية بالسباحة واستخدام أي طُعم تقريبًا بما في ذلك الديدان ولحم اللانشون والذرة الحلوة وحتى الطُعم الصغير والذباب. يأكل الشوب أيضًا حبيبات بحرية مشتقة من مسحوق السمك، كما أن وجبات الشوب البرية تحتوي على 44٪ من هذه الكريات. ومع ذلك، كلما اردت ان تصيد أكثر يجب عليك الصبر أكثر ف صيد سمك الشوب الكبير يتطلب نهجًا صبورًا وخفيًا حيث يتم التقاط معظم الشوب الأكبر في الأنهار الأصغر والأكثر وضوحًا ونتيجة لذلك، يجب على الصياد أن يجعل وجودهم خفيًا قدر الإمكان ومرة أخرى ليس هناك الكثير من المعالجة المطلوبة وقد يقوم معظم الصيادون بإعداد أسلوبهم في الصيد قبل أن يحصلوا على مكانهم المفضل حيث أن هناك ضوضاء أقل من المعالجة التي يتم إعدادها والتي قد تزعج السمكة. بقعة الشوب الكلاسيكية تتدلى فقط (أو حتى داخل) الفروع / الشجيرات التي تتدفق في الماء لأن الشوب حساس جدًا لأشعة الشمس وقد يصطاد معظم الصيادون عند شروق الشمس أو غروبها عندما يغادر الشوب منزلهم المتشابك. يجب أن يبحث الصياد أيضًا عن المكان الذي يتم فيه دفع التيار للخارج، مما يتسبب في نمط إعادة تدوير خلف كل ما يدفع التيار إلى الخارج وهذا هو المكان الذي سيتم فيه غسل الكثير من الطعام وحيث من المحتمل أن يكون هناك تغذية للأسماك. كما هو الحال مع الشوب الأصغر، يمكن استخدام مجموعة من الطعوم ولكن الطعوم الأصغر مثل اليرقات قد تجذب الأسماك الصغيرة مثل البلم (خاصة في الأنهار الأصغر) لذلك يفضل استخدام طعم أكبر مثل لحم اللانشون. فيما يتعلق بإعداد الخط، فإن تصنيفات الخط التي تتراوح من 4 إلى 8 أرطال للكسر هي مثالية يجب أن يستخدم الصيادون الأقل خبرة التصنيف الأكثر صرامة حتى يكتسبوا المعرفة حول كيفية لعب السمكة.
المغذي
تقليديا يتم استخدام قضيب طرف الجعبة مع تصنيف خط لا يقل عن أربعة أرطال بسبب وزن دفتر الأستاذ / وحدة التغذية (تحتاج الأوزان الأثقل إلى خط أثقل). في الصيد باستخدام المغذيات، يتم وضع الطُعم على خطاف أو منصة شعر وداخل مغذي للسباحة حيث يتسبب التيار في التدفق إلى الخارج وجذب الأسماك إلى موضع الخطاف لذلك يتضمن الصيد في اتجاه أعلى مكان وجود الأسماك وهذا عادة ما يتضمن طعوم أصغر مثل الذرة الحلوة أو الديدان. الأمر نفسه ينطبق على اداة الصيد باستثناء وجود وزن (يسمى دفتر الأستاذ) بدلاً من مغذي السباحة وعادة ما يتم استخدام الطعوم الثقيلة هنا مثل لحم الغداء ويمكن استخدام طريقة أخرى تُعرف باسم دفتر الأستاذ باللمس والتي تتضمن عدم استخدام طرف الجعبة ولكن بدلاً من ذلك، تمسك الخط المفكوك من البكرة والشعور بأي عمليات سحب أو فقدان الخط. يقوم بعض الصيادون بذلك دون أي أوزان ويتركون الطعم ينجرف ببطء في اتجاه مجرى النهر مع تحرك الخط بثبات عبر أيديهم وتعتبر البزاقات ولحوم اللانشون ممتازة لهذه الطريقة.
الصيد العائم
ويمكن أن تتضمن هذه الطريقة الصيد تحت طرف القضيب في المياه العميقة أو ترك العوامة تنجرف برفق إلى المكان الذي من المحتمل ان تتواجد فيه السمكة (المعروفة باسم تروتنج) أثناء رمي أجزاء من الطُعم في المجرى لتشجيع التغذية. عادة يمكن استخدام قضيب أخف (لا يزيد عن عشرة أقدام) وأحيانًا يتم استخدام بكرة سنتريبين لأنها تسمح للخط بالخروج بسلاسة من البكرة. يجب أن يضرب الصيادون بسرعة عند الهرولة حيث يمكن أن يكون من السهل تفويت العضات في بعض الأحيان. عادة ما تستخدم هنا الطعوم المنجرفة مثل الخبز والذرة الحلوة واليرقات.
إغراء الصيد
وعادة ما تكون هذه الطريقة للجزء الأكبر قضيب غزل مع بكرة ثابتة لا يقل تصنيفها عن 10 أرطال حيث أنه من السهل أن تتعطل على الحطام عند القيام بهذه الطريقة. يمكن للطعم الصغير مثل ملاعق البار والملاعق أو حتى اللدائن اللينة الصغيرة تقليد الأسماك الصغيرة مثل الأسماك الصغيرة التي يتغذى عليها الشوب الأكبر.
الصيد الطائر
ويمكن أن يكون استخدام الذباب مثل أنماط damselfly أو حتى الأنماط الداكنة الأكبر مثل تلك التي تحاكي البزاقات جيدة جدًا إذا تم تقديمها بشكل صحيح. والأكثر وضوحًا أن الذباب اللامع الذي يقلد الأسماك الصغيرة قد يكون مفيدًا في حالة الشق الأكثر عدوانية، وهذه الطريقة متاحة طوال العام ولكنها الأفضل في الأشهر الأكثر دفئًا وايضا طريقة صيد الحورية تعمل بشكل جيد أيضًا.